# اندوار
اندوار ، روستایی است از توابع بخش لاریجان شهرستان آمل در استان مازندران ایران.
دارای جاده ای خطرناک است اما از طبیعت بسیاری زیبایی برخوردار است. آب و هوای این روستا سرد و خشک در تابستان و معتدل و خشک در زمستان است. اما به دلیل و جود آب فراوان که از چشمه‌ها به دست می‌آید از نظر کشاورزی توسعه یافته‌است و میوه‌ها و سزیجات مختلف مانند: گیلاس، آلبالو، گردو، زردآلو، آلوچه و.. دارد.

## جمعیت
این روستا در مسیر جاده هراز شهرستان آمل در دل کوه‌های البرز قرار داشته و براساس آخرین سرشماری مرکز آمار ایران که در سال ۱۳۸۵ صورت گرفته، جمعیت آن ۲۲۶ نفر (۵۴ خانوار) بوده‌است. مردم اندوار از قومیت طبری هستند که ریشه آن به قوم آمارد و قوم تپوری می‌رسد. مردم اندوار به زبان طبری (مازندرانی) و گویش آملی سخن می‌گویند.
دارای جاده‌ای خاکی و بسیار مرگ بار است که دو راه دارد یکی از راه جنگل و یکی از راه کوهستان. منطقه اندوار مکانهای را در خویش گرفته که می‌توان به مناطق: سیاه بیشه، زرشک او، یخارکوه، لث، موزینیمه، دره لوی آقا، وقفیات، چوتاش، دز گردنه، برک، لاکوه (لارکوه)، لارک، پیش نشت، سنگ دکت، بزرگ کلاه، جنگی دره، هزارخال، بزرو دشت (برزودشت)، اسپه سنگ، شلفاک، سی یر، نار دشت (ناهار دشت)، یخار، اسپرس (اسپرز) شی یر، سنگ پل، لول بن، و مناطق دیگر اشاره کرد.